# Fondation Dosne-Thiers

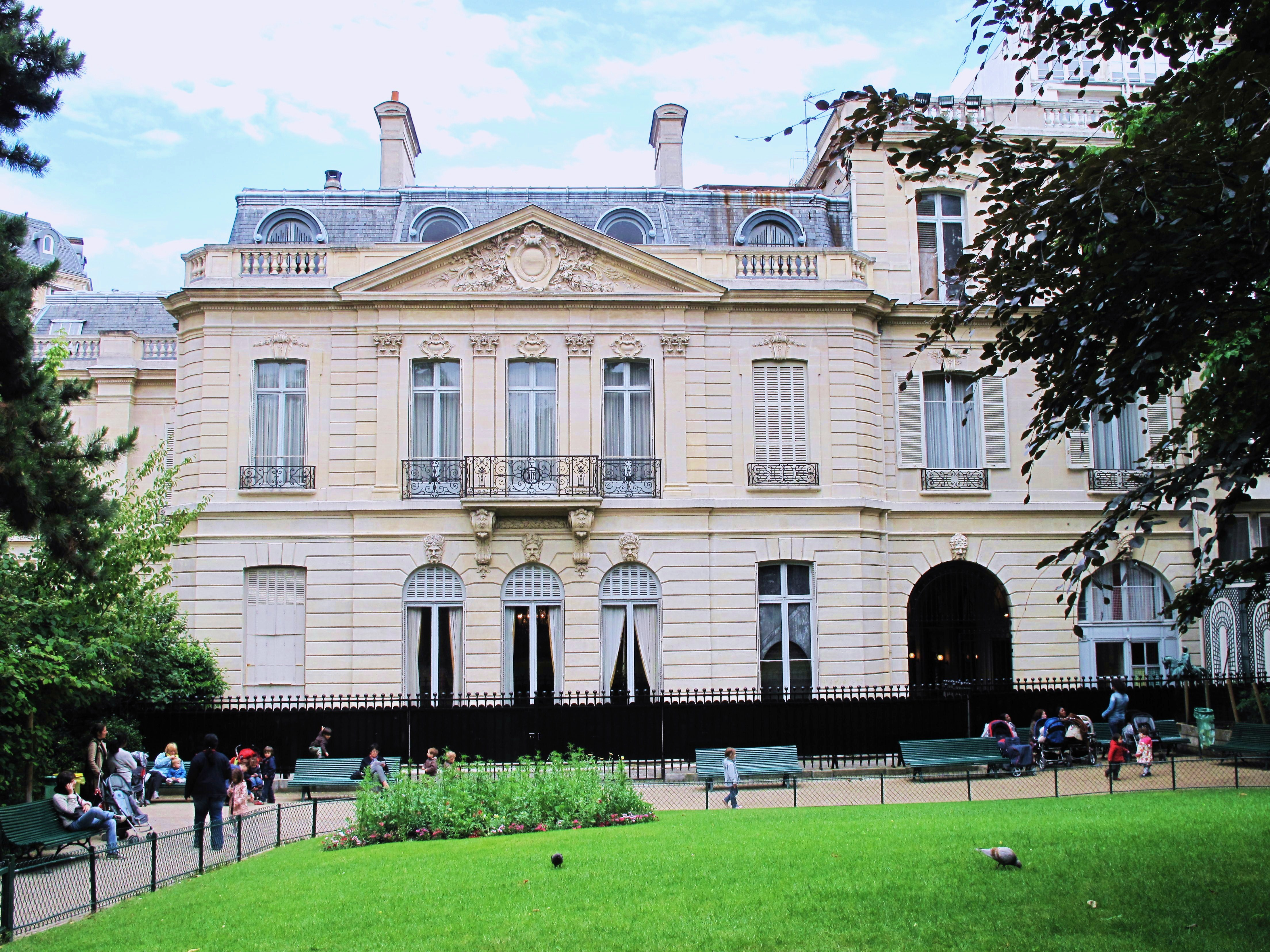
Sídlo nadace

Fondation Dosne-Thiers (Dosnova – Thiersova nadace) je francouzská nadace v Paříži. Sídlí na náměstí Place Saint-Georges č. 27 v 9. obvodu v městském paláci hôtel Dosne-Thiers, který je v majetku Francouzského institutu. Pro veřejnost zpřístupňuje odbornou knihovnu a umělecké předměty pro francouzské dějiny z období 19. století.

## Historie
V roce 1832 koupil ve čtvrti Nouvelle-Athènes pozemek podnikatel Alexis Dosne pro svou dceru Élise, která se stala manželkou francouzského prezidenta Adolpha Thierse, kteří si zde vystavěli palác. Ten byl v květnu 1871 zničen v bojích proti Pařížské komuně a obnoven v letech 1873-1875 architektem Alfredem Philibertem Aldrophem. Thiersova švagrová Félicie Dosne nabídla dům v roce 1905 Francouzskému institutu, aby zde vytvořil knihovnu.
Během první světové války byl palác přeměněn na vojenský lazaret a poté byl opět přeměněn na knihovnu. Tehdejší správce a historik Frédéric Masson založil ze svého odkazu nadaci, které odkázal své rukopisy (796 kartonů), výkresy (1000), rytiny (30 000), knihy (70 000) a sbírku obrazů (přes 2000), převážně zasvěcených Prvnímu císařství.
Během 20. století byla knihovna obohacena o další odkazy zahrnující období tzv. dlouhého století (tj. od Francouzské revoluce do 1. světové války) jako korespondenci Louise Decazese (1819-1886), ministra zahraničních věcí (1873-1875), rukopisy Henryho Houssaye (1814-1911), historika specializujícího se na První císařství, korespondenci Damas-Hinarda, sekretáře císařovny Evženie z Montijo), písemné pozůstalosti spisovatele Julese Claretie (1840-1913), novináře Josepha Denaise (1851-1916), ministra Pierra Julese Barocha (1802-1870), vědce Gustava d'Eichthala (1804-1886) aj.

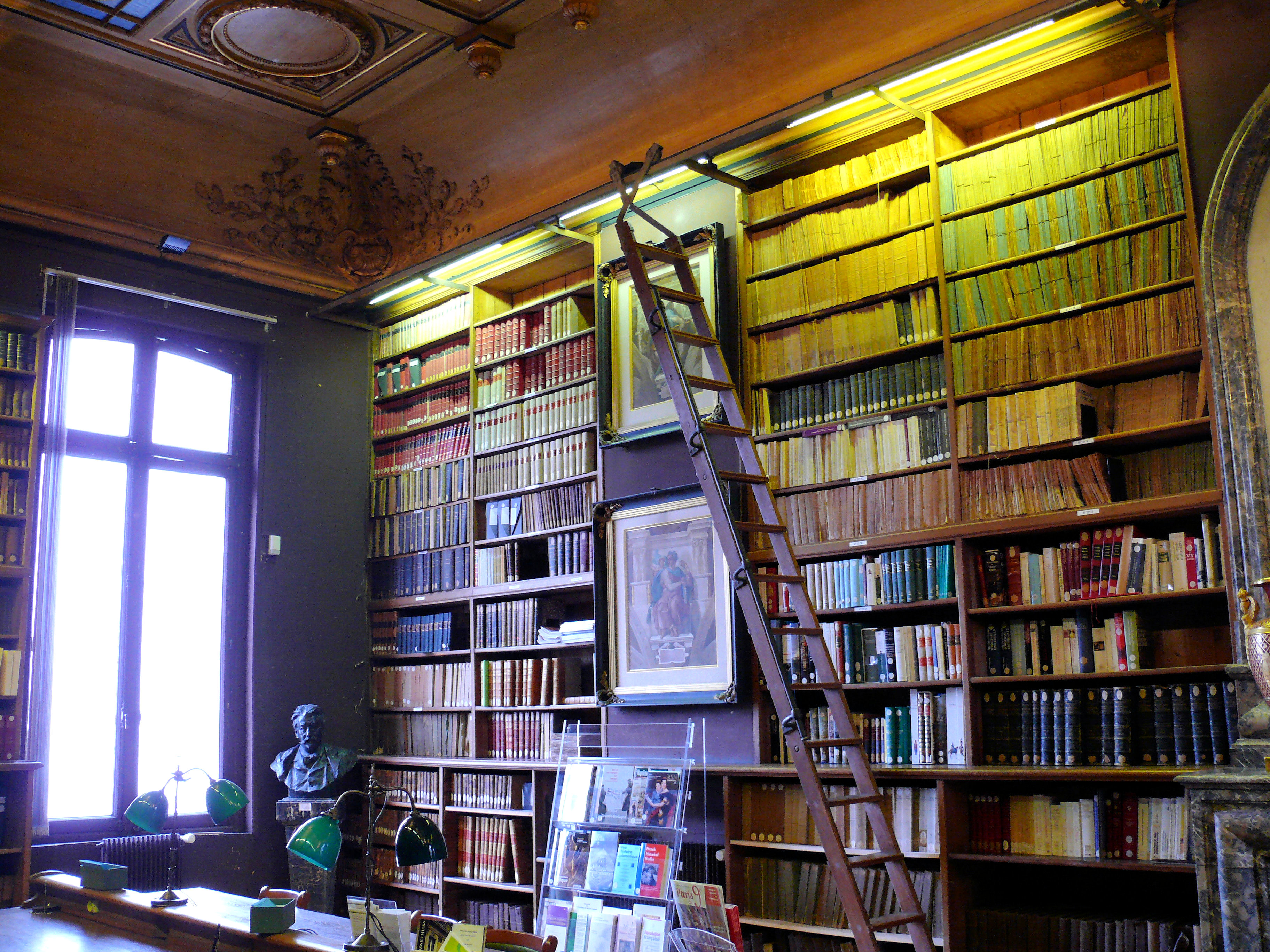
Interiér knihovny

## Činnost
Místnosti v přízemí a prvním patře paláce slouží k různým akcím jako výstavy, konference, koncerty apod. Předměty a obrazy ze sbírky Frédérica Massona jsou vystaveny v expozici přibližující období Prvního císařství.
Odborná knihovna (bibliothèque Thiers) se specializuje na dějiny Francie v 19. století (všeobecné dějiny, politika, vojenství, společnost a správa) a je připojena ke knihovně Francouzského institutu. V roce 2011 měla knihovna asi 150 000 svazků, 1500 titulů periodik, 30 000 rytin a karikatur, 1000 výkresů a 2357 karonů rukopisů.